# 捲土重来 (イトヲカシのアルバム)
『捲土重来』（けんどちょうらい）は、伊東歌詞太郎と宮田“レフティ”リョウによる音楽ユニットイトヲカシの3作目のアルバム。2016年5月11日発売。発売元は屯所レコード。

## 概要
前作『軌唱伝結』から約3年ぶりとなるリリースで、イトヲカシ初の全国流通作品。
本作で3作目だが、伊東歌詞太郎/レフティモンスター名義でリリースされたアルバム『ホシアイ』を含めると4作目である。

## チャート成績
オリコン2016年5月23日付の週間ランキングで最高5位を記録し、本作で初のオリコン週間ランキングトップ10入りを果たした。

## 演奏
- 伊東歌詞太郎：Vocal, Acoustic Guitar
- 宮田“レフティ”リョウ：Bass, Keyboards, Acoustic Guitar, Chorus
- 柴田佳則：Electric Guitar, Acoustic Guitar
- 神田ジョン：Electric Guitar (#1)
- 野村卓史：Keyboards (#2)
- ICCHAN：Drums
- 玉響：Strings Quartet (#6)
  - MIZ：1st Violin
  - 三國茉莉：2nd Violin
  - 森朱理：Viola
  - 佐野まゆみ：Cello
- 竹上良成：Sax (#5)

## 収録曲
| 全作詞・作曲: 伊東歌詞太郎 / 宮田“レフティ”リョウ、全編曲: イトヲカシ。 |                                                                        |                                     |                                     |      |
| #                                                                       | タイトル                                                               | 作詞                                | 作曲・編曲                          | 時間 |
| 1.                                                                      | 「堂々巡り」                                                           | 伊東歌詞太郎 / 宮田“レフティ”リョウ | 伊東歌詞太郎 / 宮田“レフティ”リョウ | 4:05 |
| 2.                                                                      | 「ブルースプリングティーン」                                           | 伊東歌詞太郎 / 宮田“レフティ”リョウ | 伊東歌詞太郎 / 宮田“レフティ”リョウ | 4:44 |
| 3.                                                                      | 「嘘」                                                                 | 伊東歌詞太郎 / 宮田“レフティ”リョウ | 伊東歌詞太郎 / 宮田“レフティ”リョウ | 4:57 |
| 4.                                                                      | 「Never say Never」                                                    | 伊東歌詞太郎 / 宮田“レフティ”リョウ | 伊東歌詞太郎 / 宮田“レフティ”リョウ | 4:14 |
| 5.                                                                      | 「Thank you so much!!」                                                | 伊東歌詞太郎 / 宮田“レフティ”リョウ | 伊東歌詞太郎 / 宮田“レフティ”リョウ | 3:57 |
| 6.                                                                      | 「たましいのゆくえ」                                                   | 伊東歌詞太郎 / 宮田“レフティ”リョウ | 伊東歌詞太郎 / 宮田“レフティ”リョウ | 5:20 |
| 7.                                                                      | 「Secret Track」(ジャケットに表記はないが、ボーナス・トラックである。) | 伊東歌詞太郎 / 宮田“レフティ”リョウ | 伊東歌詞太郎 / 宮田“レフティ”リョウ | 9:19 |
| 合計時間:                                                               | 合計時間:                                                              | 36:36                               |                                     |      |